# Оногоро
Оногоро или Оногоро-сима (яп. 淤能碁呂島) — мифический остров в японской мифологии. Название означает «самозагустевший».

## Мифология
Согласно японской мифологии, остров создали боги Идзанаги и Идзанами с помощью драгоценного небесного копья. Стоя на Амано Укихаси («Плавающий Небесный Мост»), боги взволновали копьём морскую воду, соль в которой загустела и вода начала бурлить. После этого они вынули копьё из воды и капли солёной воды, падающие с конца копья, собрались вместе и образовали Оногоро. Сойдя на остров, Идзанаги и Идзанами воздвигли в его центре высокий столп и построили дворец Яхиродоно («великий дворец»). Именно на этом острове боги произвели на свет восемь больших и шесть малых островов, из-за чего Япония стала называться Страной Восьми Больших Островов. Также было рождено множество других божеств.